# タンジェ国際管理地域

タンジェ国際管理地域
Zone internationale de Tanger (フランス語)
Zona Internacional de Tánger (スペイン語)
طنجة المغربية (アラビア語)

タンジェ国際管理地域の地図

タンジェ国際管理地域（タンジェこくさいかんりちいき、フランス語: Zone internationale de Tanger、スペイン語: Zona Internacional de Tánger、アラビア語: طنجة المغربية）は、現在のモロッコのタンジェに存在した国際管理地域である。
1925年に特定の国家の領土ではない、いわゆる国際管理地域として設立され、第二次世界大戦中の1940年から1945年まではスペイン保護領モロッコの一部としてスペインに占領され、1965年にモロッコの一部となった。

## 背景：タンジェにおける初期の国際統治

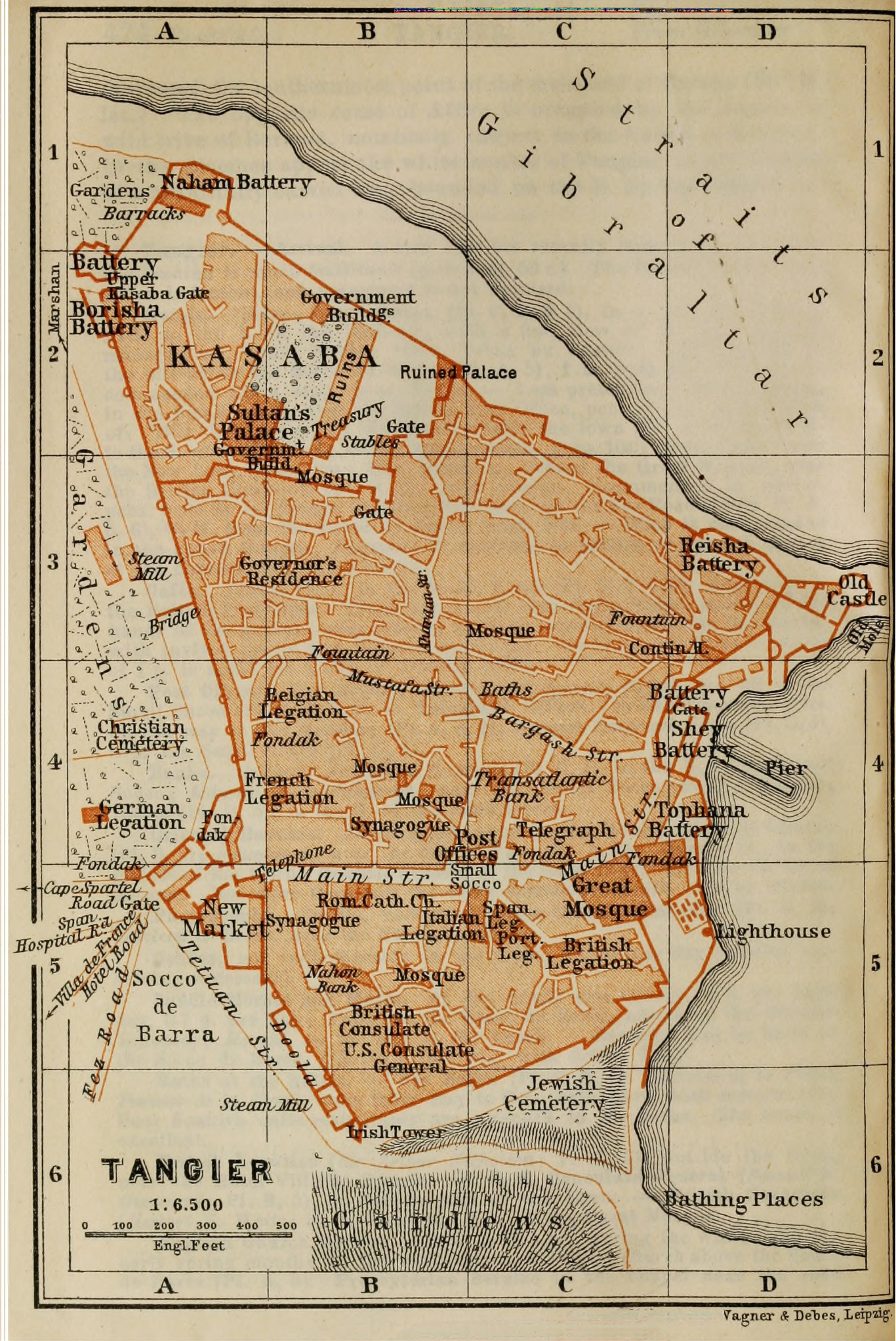
城壁に囲まれたメディナと複数の外国領事館・公使館が描かれた1901年のタンジェのベデカー地図

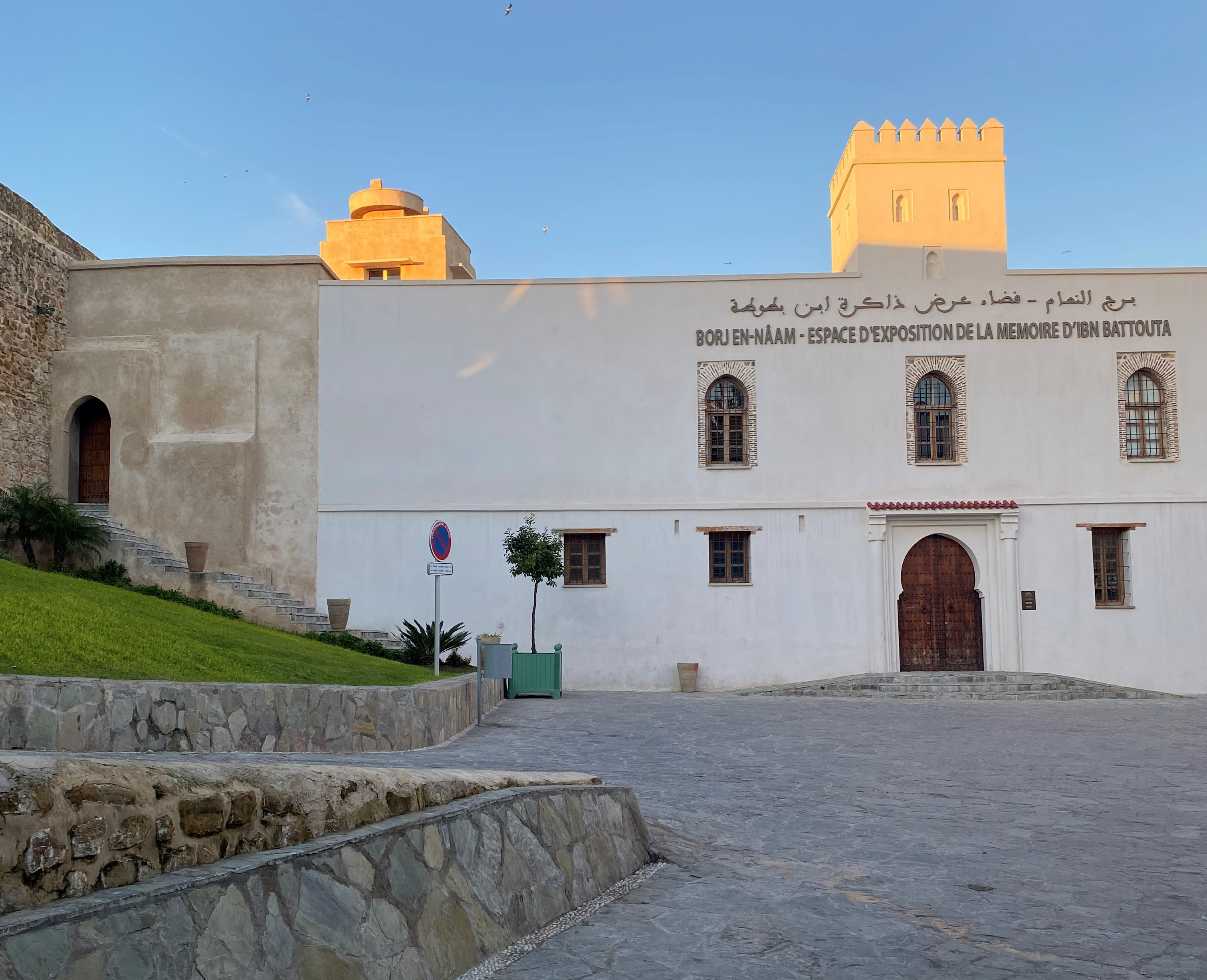
タンジェのカスバにあるボルジュ・アン・ナアムの兵舎。1906年から1925年まで、スペインのタボル（市警察）が置かれていた。

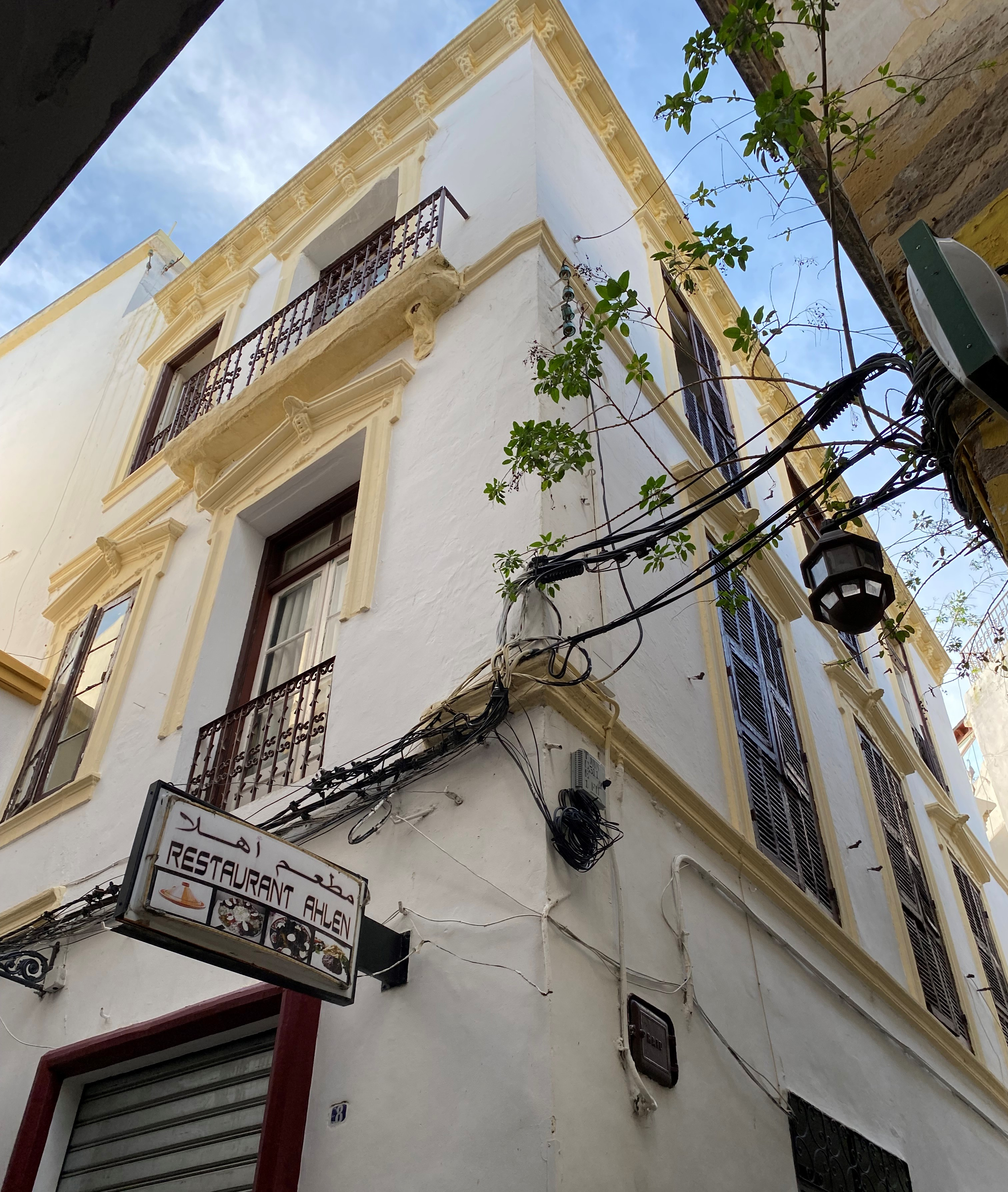
タンジェのメディナにある旧イギリス公使館
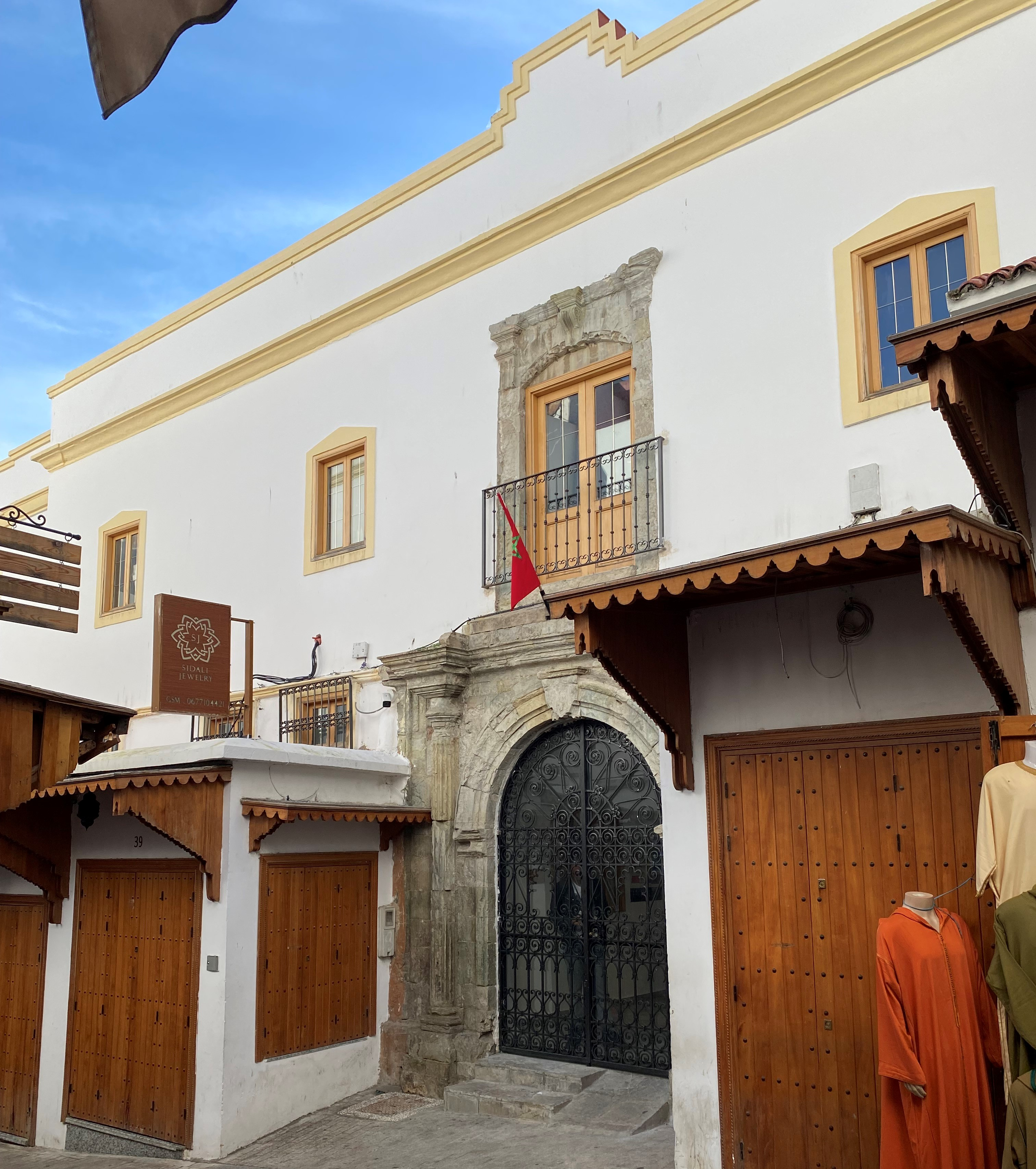
19世紀半ばまでのフランス公使館
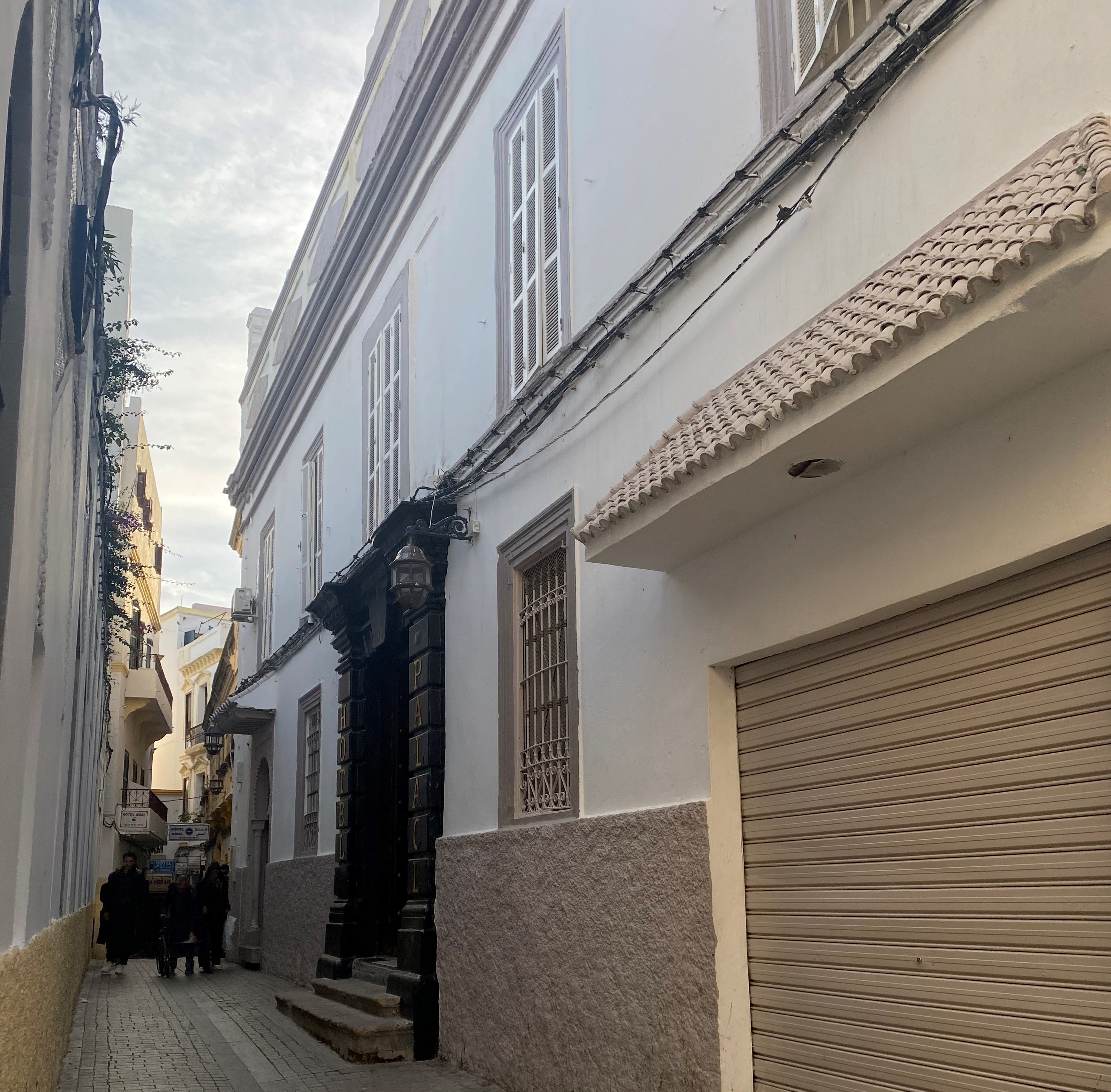
1786年に設立された旧スペイン公使館;[3]:340 のち スペイン郵便局[4]:15
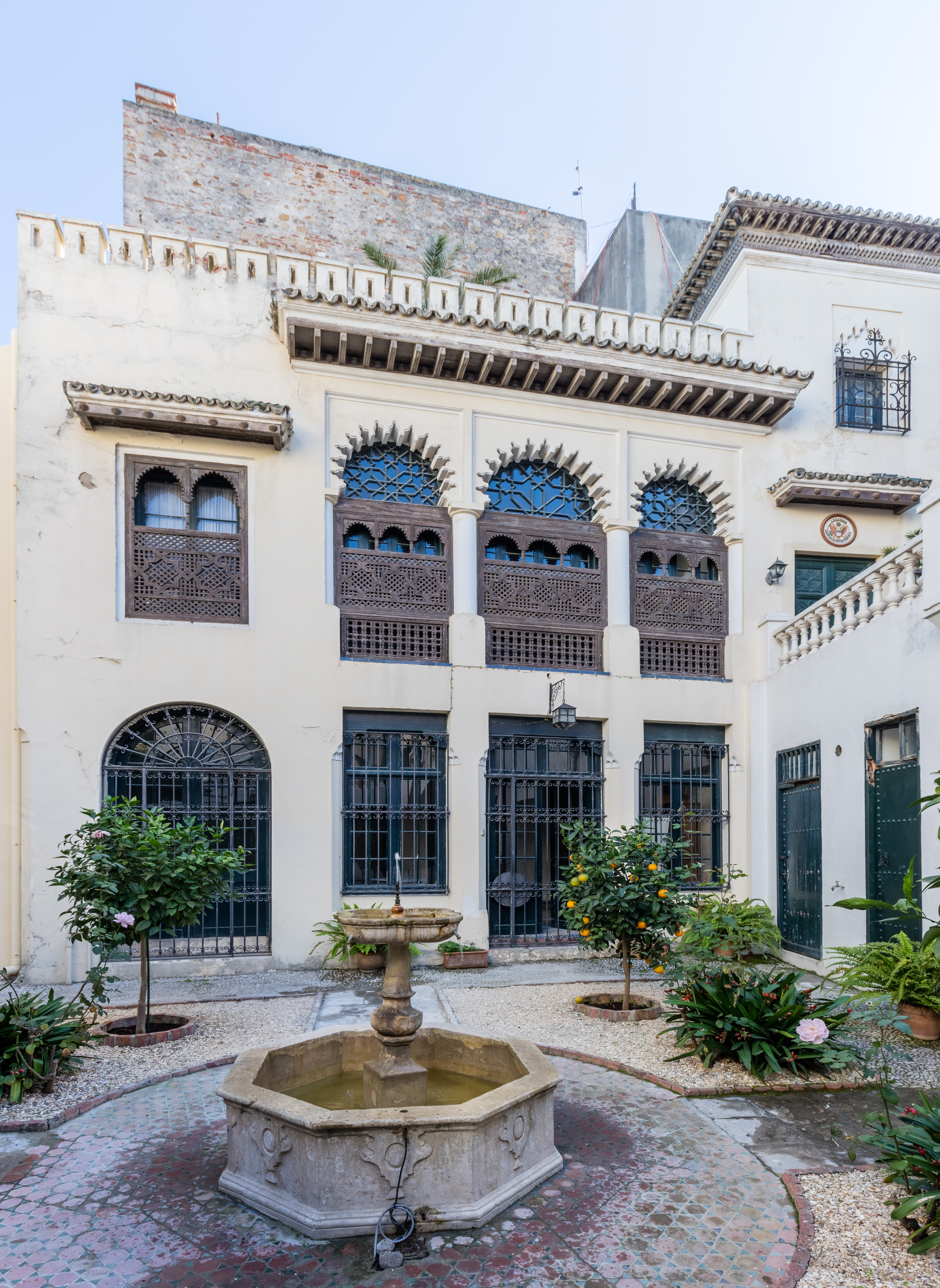
旧アメリカ公使館
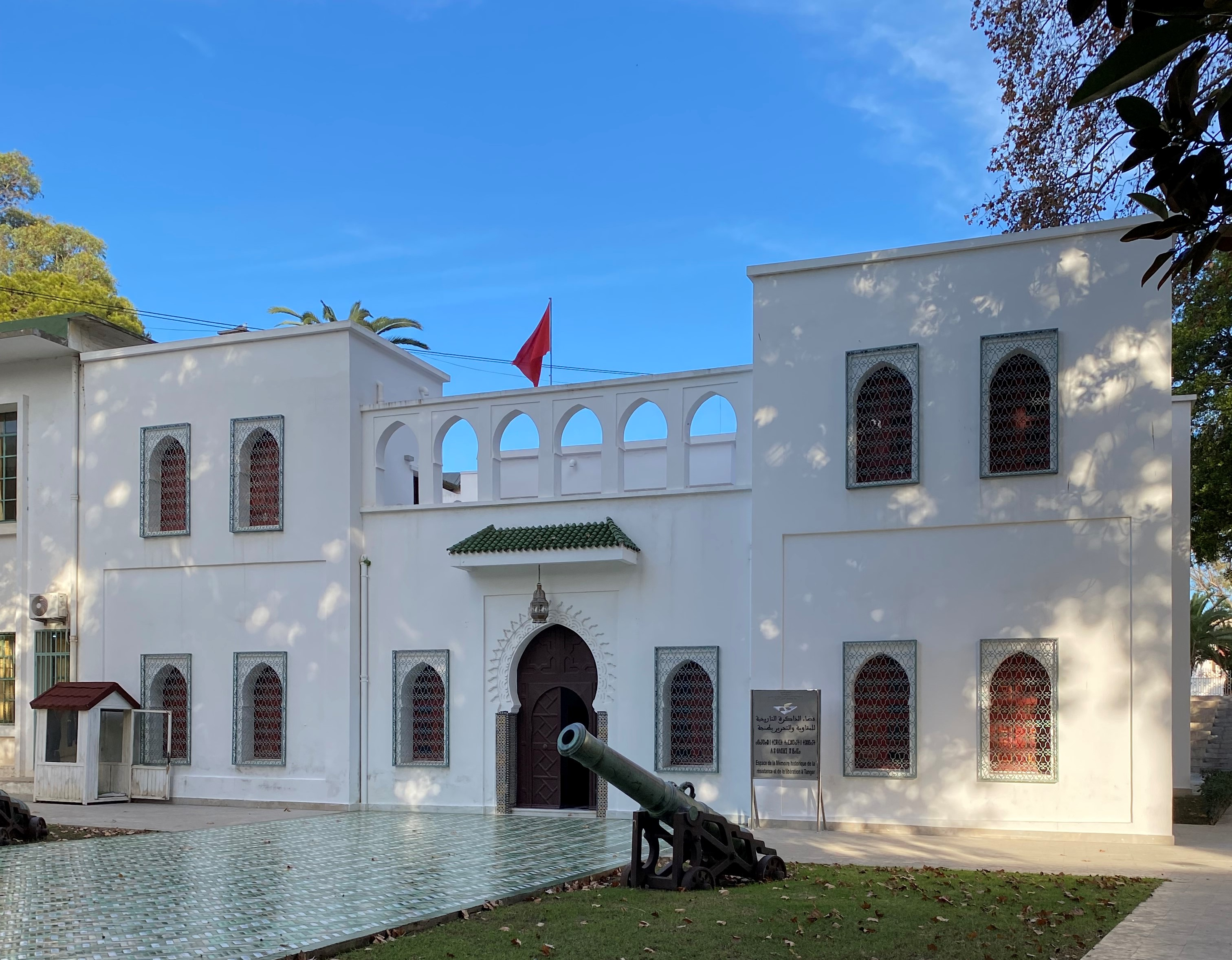
メディナ郊外にある旧ドイツ公使館（後のメンドゥビア）
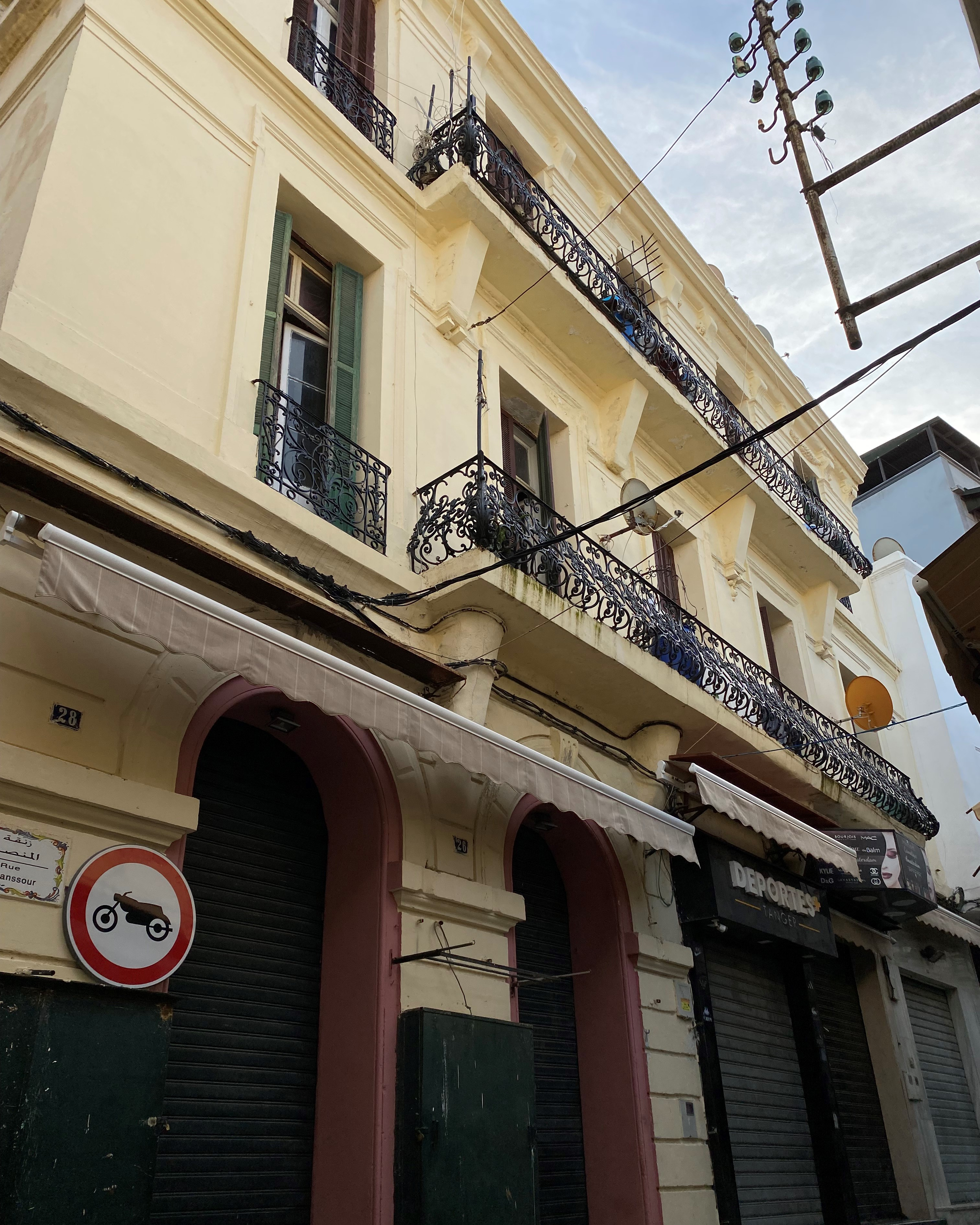
タンジェのメディナにある旧デンマーク公使館
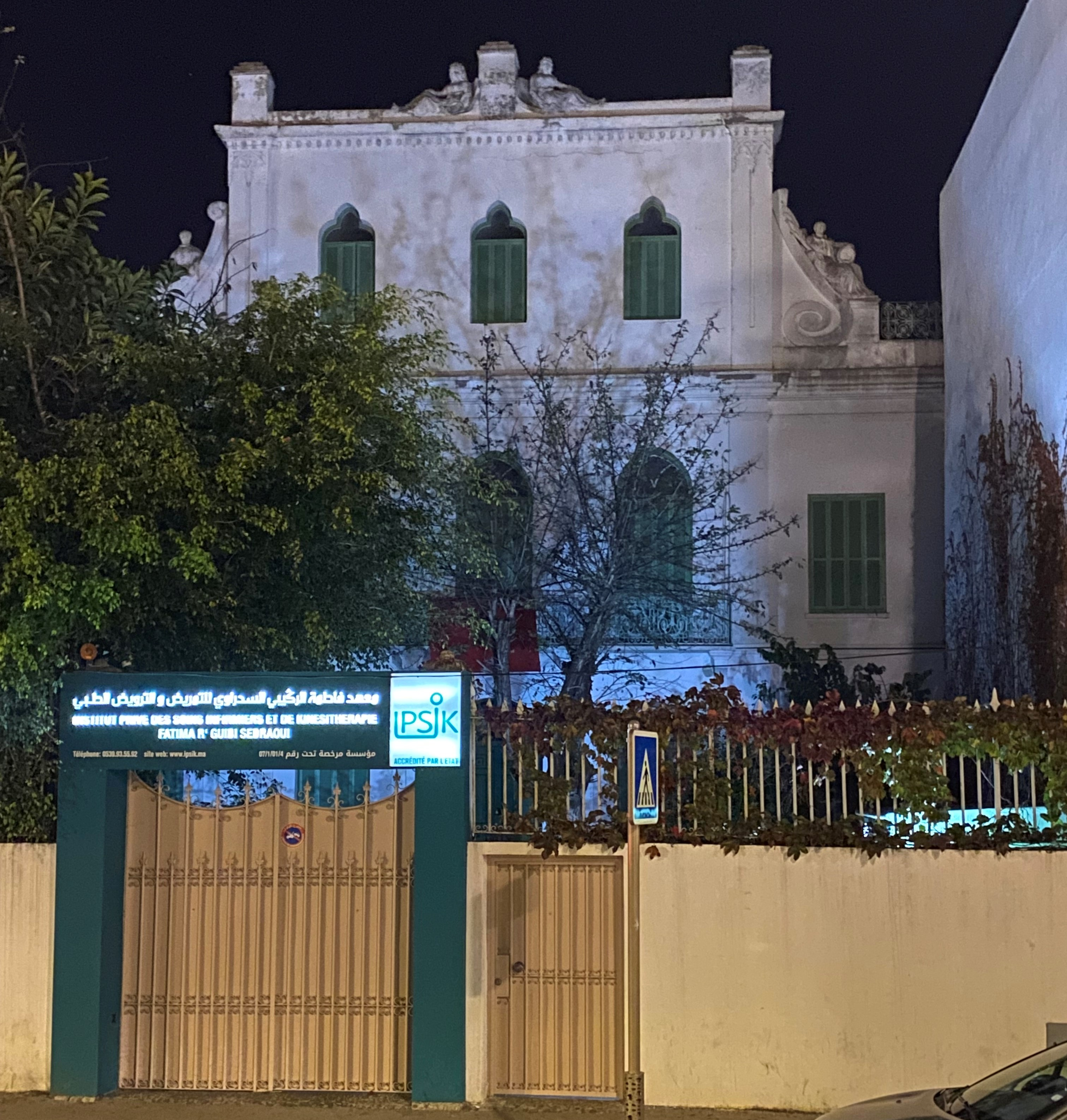
旧オーストリア＝ハンガリー公使館

## 引用文献
- Beevor, Antony (2006). The Battle for Spain: The Spanish Civil War 1936–1939. London: Weidenfeld & Nicolson. ISBN 0-29784832-1
- Payne, Stanley G. (1987). The Franco Regime, 1936–1975. Madison: University of Wisconsin Press. ISBN 978-0-299-11070-3
- Stahn, Carsten (2008). The Law and Practice of International Territorial Administration: Versailles to Iraq and Beyond. Cambridge: Cambridge University Press. ISBN 978-0-52187800-5
- Stuart, Graham H. (July 1945). “The Future of Tangier”. Foreign Affairs (Council on Foreign Relations) 23 (4):  675–679. doi:10.2307/20029932. JSTOR 20029932.
- Stuart, Graham H. (1955). The International City of Tangier (2nd ed.). Stanford: Stanford University Press
- Haller, Dieter (2021). Tangier/Gibraltar. A Tale of one City – An Ethnography. Bielefeld: Transcript

## 関連文献
- Finlayson, Iain (1992). Tangier: City of the Dream. HarperCollins. ISBN 0-00217857-5
- Hettstedt, Daniela (2022) (ドイツ語). Die internationale Stadt Tanger. De Gruyter Oldenbourg. ISBN 978-3-11-073021-0

座標: 北緯35度46分 西経5度48分 / 北緯35.767度 西経5.800度